# Bundesverband der Österreichischen Gärtner
Der Bundesverband der Österreichischen Gärtner ist der Dachverband der neun gärtnerischen Landesverbände. Er ist eine private Interessenvertretung und als Verein organisiert.

## Geschichte
Bis 1933 war die Berufszugehörigkeit des Gartenbaus nicht geregelt. Weder das Landwirtschafts- noch das Handelsministerium erklärten sich für die Belange des Gartenbaus zuständig. Da der Gartenbau aufgrund der wirtschaftlichen Stagnation von starken Absatzeinbußen betroffen war, kämpften die Berufsvertreter für die Zugehörigkeit zur Landwirtschaft. Nach jahrzehntelangem Ringen wurde die Einigung getroffen, dass der Gartenbau ein Teil der Landwirtschaft ist. Ein wichtiger Vertreter bei den Verhandlungen war Michael Walla – späterer Abgeordneter zum Nationalrat –, auf dessen Betreiben 1930/1931 die erste Wiener Gemüsegenossenschaft gegründet wurde. Aus dieser Genossenschaft entwickelte sich nach dem Zweiten Weltkrieg die LGV-Frischgemüse. Im Sommer 1933 beschloss die Delegiertenversammlung der Gärtnergenossenschaften und Erwerbsgärtnervereinigungen, den Bundesverband der Erwerbsgärtner Österreichs zu gründen. Der erste Präsident war Michael Walla. Nach dem Zweiten Weltkrieg kam es am 3. August 1947 in Salzburg zur Neugründung des Bundesverbandes der Erwerbsgärtner Österreichs.

## Chronik
| Jahr    | Ereignis |
| ------- | --- |
| 1930/31 | Gründung der Landwirtschaftlichen Gemüse- und Obstverwertungsgenossenschaft für Wien und Umgebung (heute: LGV Frischgemüse) |
| 1933    | erste Gründung des Bundesverbandes der Österreichischen Erwerbsgärtner, erster Präsident war Michael Walla, die Arbeit wurde 1938 eingestellt |
| 1946    | Gründung der OÖ Genossenschaft des Erwerbsgartenbaus in Wels |
| 1947    | erneute Gründung des Bundesverbandes am 3.8. in Salzburg, erster Präsident war Michael Walla, erster Geschäftsführer war Leopold Schmidt von der Landwirtschaftskammer Niederösterreich |
| 1948    | Gründung der Association Internationale des Producteurs de l’Horticulture (AIPH) als internationale Interessenvertretung, Michael Walla wird Vorstandsmitglied |
| 1949    | - Gründung der Österreichischen Genossenschaft des landwirtschaftlichen Erwerbsgartenbaus (OGE) und des Österreichischen Verbandes der landwirtschaftlichen Gemüse- und Obstverwertungsgenossenschaft. Gemüse wurde den Gesetzen des freien Marktes überantwortet. Chaotische Zustände bei der Preisbildung waren die Folge. - Bildung eines Proponentenkomitees zur Absatzwerbung von Blumen. Wenig später entwickelte sich daraus die Österreichische Blumenwerbung. - Gründung der Bundesfachsektionen          |
| 1951    | - AIPH-Kongress in Österreich - Eröffnung der HBLFA Schönbrunn auf Drängen von Michael Walla |
| 1958    | - Rudolf Schwarzrock wurde als Präsident gewählt - rasante Weiterentwicklung des Gartenbaus durch die Einführung des Agrarinvestitionskredites (AIK) |
| 1961    | AIPH-Kongress in Wien |
| 1962    | Gründung der Steirischen Gartenbaugenossenschaft-Blumenbörse |
| 1964    | am 16. April fand die Eröffnung der Wiener Internationalen Gartenbauausstellung (WIG 64) im 22. Bezirk im Donaupark statt. Die Ausstellung war seit der Gartenschau auf der Weltausstellung 1873 die erste große internationale Veranstaltung dieser Art. |
| 1965    | - erste Internationale Gartenbaumesse in Tulln, die gemeinsam von der Stadt Tulln und dem Bundesverband durchgeführt wurde - Grete Nehammer wurde mit der Geschäftsführung betraut |
| 1968    | Gründung der Salzburger Gartenbaugenossenschaft „Salzburg Blumenhof“, Gründungsobmann ÖR Erich Zmugg |
| 1969    | Eröffnung des städtischen Blumengroßmarktes Wien-Inzersdorf |
| 1973    | - Eröffnung des Gartenbauzentrums in Wien-Inzersdorf, Verlegung des Büros des Bundesverbandes zum neuen Standort - Durch die Ölverteuerung wurde der Gartenbau in eine existenzgefährdende Krise gestürzt. Der Bundesverband arbeitete ein Notprogramm aus, das der Bundesregierung und der Öffentlichkeit zur Kenntnis gebracht wurde. Es wurde eine großzügige Strukturanpassung erwirkt. |
| 1974    | Wiener Internationale Gartenbauausstellung (WIG 74) in Wien-Oberlaa mit 41 teilnehmenden Nationen |
| 1975    | Wahl von Josef Jedletzberger zum Präsidenten |
| 1977    | Als Gegenmaßnahme zu den immer stärker werdenden Importen aus Holland verstärkte der Bundesverband die Öffentlichkeitsarbeit und Werbung. |
| 1979    | Gründung der Arbeitsgemeinschaft für Energierückgewinnung, mit einer Projektstudie über die Aussichten der Abwärmenutzung im Gartenbau |
| 1980    | - Der Bundesverband richtete ein Memorandum an die zuständigen Behörden, um auf die kritische wirtschaftliche Lage der Betriebe aufgrund der steigenden Energiekosten (Erhöhung der Mehrwertsteuer und Steigerung des Heizölpreises) hinzuweisen. Das Landwirtschaftsministerium stellte Mittel für die Soforthilfe bereit. - Gründung des Fachausschusses „Österreich Blume“ unter Rudolf Schwarzenberger |
| 1984    | Ausrichtung des 25. Europäischen Junggärtnerkongresses in Hollabrunn |
| 1986    | Kompletter Zusammenbruch des Gemüsemarktes aufgrund der Katastrophe von Tschernobyl. Aufgrund der Bemühungen von Landwirtschaftskammern und Bundesverband erhielten die Gemüsebaubetriebe Entschädigungszahlungen für unverkäufliche Ware. |
| 1987    | 39. AIPH-Kongress im Rahmen der Gartenbaumesse Tulln |
| 1990    | Tagung der Internationalen Stauden-Union (ISU) in Österreich |
| 1992    | Wahl von Kurt Weber zum Präsidenten |
| 1994    | - Mit dem EU-Beitritt von Österreich konnten keine Übergangsfristen und auch keine schrittweise Marktöffnung ausverhandelt werden. Degressive Ausgleichszahlungen über drei Jahre für den Gemüsebau konnten ausverhandelt werden. - Übersiedelung der Absatzeinrichtung „Blumenhof“ an den Rand der Stadt Salzburg mit modernem Distributionszentrum - maßgebliche Mitgestaltung der Verbände bei der Erstellung der Richtlinien der Integrierten Produktion                                                       |
| 1995    | - Beginn der Zusammenarbeit zwischen der Agrarmarkt Austria und dem Bundesverband bezüglich Werbemaßnahmen - Eröffnung der Nützlingszucht Biohelp |
| 1998    | Gründung der Fachgruppe Wiener Gärtnerinnen im Bundesverband |
| 2001    | Änderung des Vereinsnamens von „Bundesverband der Erwerbsgärtner Österreichs“ in „Bundesverband der Österreichischen Gärtner“ |
| 2004    | Übersiedelung des Verbandes von 1230 Wien-Inzersdorf nach 1110 Wien, Haidestraße |
| 2005    | - Auf Initiative der Bundesfachsektion Innenraumbegrünung und Hydrokultur startet die Spezialausbildung „Innen.Raum.Begrünung“ in der Gartenbauschule Langenlois. - Übernahme der Geschäftsführung durch Monika Burket |
| 2006    | Übernahme der Österreichischen Genossenschaft des landwirtschaftlichen Erwerbsgartenbaus (OGE) durch das GartenBauCentrum (GBC) Wels |
| 2007    | - Übernahme der Geschäftsführung durch Verena Kuso - Gründung der Plattform für Spezialkulturen vom Bundesverband der Österreichischen Gärtner, Bundesgemüsebauverband, Bundesobstbauverband und Bundesweinbauverband |
| 2008    | - Wahl von Albert Trinkl zum Präsidenten - Austritt des Bundesverbandes aus dem Blumenbüro Österreich - Gründung des Blumenmarketing Austria durch acht gärtnerische Landesverbände, Obmann wurde Franz Sattler. |
| 2010    | Neustrukturierung des Verbandes: Übersiedelung in die Räumlichkeiten der Landwirtschaftskammer Österreich, Dipl.-Ing. Karin Weigel übernimmt die Geschäftsführung |
| 2011    | - Erstmalige Veranstaltung der Gartenbaufachmesse „Horti Vienna“ in der Messe Wien, der Bundesverband fungiert als Ideeller Träger - Beginn der Zusammenarbeit mit dem Ökosozialen Forum und veranstaltung des Gemüsebaufachtages bei der Wintertagung. - Die Fachgruppe Wiener Gärtnerinnen wird zum eigenständigen Verein „Arbeitsgemeinschaft der Wiener Gärtnerinnen“ - EHEC belastet die Verkäufe der Gemüsegärtner.                                                                                          |
| 2012    | - Auflösung aller Landesfachsektionen der Baumschulen und gemeinsamer Auftritt als eigenständiger Verein „Bund österreichischer Baumschul- und Staudengärtner“ - Aufnahme des Bundes Österreichischer Baumschul- und Staudengärtner, der Arbeitsgemeinschaft der Österreichischen Junggärtner, des Blumenmarketing Austria und der Arbeitsgemeinschaft der Wiener Gärtnerinnen als Mitglied - Vizepräsident ÖKR Leopold Brazda legt nach 14 Jahren sein Amt zurück. Ing. Karl Auer wird als Vizepräsident gewählt. |
| 2013    | Der Verband beteiligt sich an der Organisation der Horti Vienna von 8.–10. Oktober 2013 in Wien. |
| 2014    | Start des neuen Meisterkurssystems an dessen Entwicklung der Verband maßgeblich beteiligt war. |
| 2015    | - Vizepräsident ÖKR Paul Fuchsberger legt sein Amt zurück. Ulrike Jezik-Osterbauer wird zur neuen Vizepräsidentin gewählt. - Der Verband beteiligt sich an der Organisation der Horti Austria von 10.–12. Juni 2015 in Tulln. |
| 2018    | Ulrike Jezik-Osterbauer wird zur neuen Präsidentin gewählt. Karl Auer und Karl Grossbötzl sind Vizepräsidenten. |
| 2020    | Eine eigene Richtlinie des AMA Gütesiegels für Blumen und Zierpflanzen, die gemeinsam von der AMA Marketing GmbH und dem Bundesverband der Österreichischen Gärtner erarbeitet wurde, wird veröffentlicht. |

## Struktur
Der Bundesverband der Österreichischen Gärtner ist ein Dachverband und hat folgende Mitglieder:
- Die Gärtner Burgenlands
- Die Kärntner Gärtner
- Gärtnervereinigung Niederösterreich
- Die Oberösterreichischen Gärtner
- Die Salzburger Gärtner und Gemüsebauern
- Die Steirischen Gärtner und Baumschulen
- Die Tiroler Gärtner
- Die Vorarlberger Gärtner
- Die Wiener Gärtner – Landesgartenbauvereinigung Wien
- Vereinigung der Friedhofsgärtner
- Blumenmarketing Austria
- Arbeitsgemeinschaft der Österreichischen Junggärtner
- Arbeitsgemeinschaft der Wiener Gärtnerinnen
- Bund Österreichischer Baumschul- und Staudengärtner

## Gremien

### Präsidium
Das Präsidium besteht aus den neun Landesobmännern/-obfrauen der Landesorganisationen, dem Obmann/der Obfrau des Blumenmarketing Austria, dem Obmann/der Obfrau des Bundes Österreichischer Baumschul- und Staudengärtner, der Obfrau der Arbeitsgemeinschaft der Wiener Gärtnerinnen, dem Präsidenten der Arbeitsgemeinschaft der Österreichischen Junggärtner, dem Obmann/der Obfrau der Vereinigung der Friedhofsgärtner, dem Obmann/der Obfrau der Bundesfachsektion Innenraumbegrünung und Hydrokultur und den Geschäftsführern/-innen dieser Organisationen in beratender Funktion.
| Zeitraum  | Präsident               |
| --------- | ----------------------- |
| 1947–1958 | Michael Walla           |
| 1958–1975 | Rudolf Schwarzrock      |
| 1975–1990 | Josef Jedletzberger     |
| 1990–2008 | Kurt Weber              |
| 2008–2018 | Albert Trinkl           |
| Seit 2018 | Ulrike Jezik-Osterbauer |

### Delegiertenversammlung
Die Delegiertenversammlung ist die jährliche Mitgliederversammlung. Landesorganisationen entsendet mindestens drei Delegierte, wobei die Landesobmänner/-frauen Delegierte sein müssen. Landesorganisationen mit mehr als 200 Mitgliedern entsenden je angefangene 200 Mitglieder eine/n weitere/n Delegierte/n. Alle anderen Mitglieder entsenden einen Delegierten. Der Delegiertenversammlung obliegen folgende Aufgaben:
- Aufnahme und Ausschluss von Mitgliedern
- Ernennung und Aufnahme von fördernden Mitgliedern und Ehrenmitgliedern
- Beratung und Beschlussfassung über fachliche und wirtschaftliche Angelegenheiten
- Genehmigung des Rechenschaftsberichtes und des Rechnungsabschlusses
- Beschlussfassung des Voranschlages und über die Höhe des Mitgliedsbeitrages
- Wahl der Funktionäre des Präsidiums

## Arbeitsgebiete
Der Verband hat die Aufgabe, die Erwerbsgärtner in fachlicher, technischer und wirtschaftlicher Beziehung zu beraten und zu fördern, das Gefühl der Zusammengehörigkeit aller Gartenbaubetriebe zu wahren und das Standesbewusstsein zu heben. Der Verband ist die Interessenvertretung gegenüber Politik und Wirtschaft.
- Informationsweitergabe an Mitglieder
- Vertretung gartenbaulicher Interessen gegenüber Dritten im In- und Ausland
- Werbemaßnahmen und Öffentlichkeitsarbeit
- Organisation von Weiterbildungsmaßnahmen
- Erstattung von Berichten, Vorschlägen, Gutachten

## Beziehungen zu anderen Organisationen und Gruppierungen
Der Verband ist eine anerkannte Fachorganisation durch die Landwirtschaftskammer Österreich mit Sitz in deren Räumlichkeiten. Der Präsident des Bundesverbandes ist Mitglied im Ausschuss für Sonderkulturen und Vorsitzender der Arbeitsgruppe Zierpflanzen/Baumschulen der LKÖ.
Im Juni 2007 wurde die Plattform der Spezialkulturen vom Bundesverband der Österreichischen Gärtner, Bundesgemüsebauverband, Bundesobstbauverband und Bundesweinbauverband gegründet. Die Plattform dient dem Informationsaustausch und schlagkräftigerem Lobbying bei gemeinsamen Themen.
1965 fand die erste Österreichische Gartenbaumesse in Tulln statt. Seit damals ist der Bundesverband der Österreichischen Gärtner Mitveranstalter und Mitgesellschafter der Tullner Messe GmbH.
Auf europäischer Ebene ist der Bundesverband über die Landwirtschaftskammer Österreich in der Arbeitsgruppe für Blumen und Pflanzen von COPA-COGECA vertreten.
Funktionäre des Bundesverbandes sind in Gremien des GartenBauCentrums, der Gärtnerbank, der LGV-Frischgemüse und der Österreichischen Hagelversicherung vertreten.